# マイケル・アンジェロ・ルーカー
マイケル・アンジェロ・ルーカー（Michael Angelo Rooker ARA、1746年 か1743年生まれ、1801年3月3日没）はイギリスの画家、版画家である。建物の絵や風景画を油彩や水彩で描いた。版画家として書籍の挿絵や版画も制作した。

## 略歴
ロンドンで生まれた。父親のエドワード・ルーカー(Edward Rooker: c.1712-1774)は版画家で、ルーカーは父親から版画を学んだ。ロンドンの美術学校、セント・マーティンズ・レーン・アカデミー(St Martin's Lane Academy)やロイヤル・アカデミー・オブ・アーツの美術学校でポール・サンドビーから絵を学んだ。
1765年にロンドンの展覧会に出展し、1768年に風景画家、リチャード・ウィルソンが描いたイタリアのヴィッラ・アドリアーナの絵をもとに版画を制作し出版した。1770年にロイヤル・アカデミー・オブ・アーツの準会員に選ばれた。1772年にロンドンのテンプル・バーの街景を描いた作品を出展し、書籍の挿絵も描いた。ジョージ・カーズリー(George Kearsley)が出版した「Copperplate Magazine」やその後に刊行された「The Virtuosi's Museum」といった雑誌の挿絵を制作し、オクスフォード大学の年鑑「Oxford Almanack」の表紙絵を制作した。
長くロンドンのヘイマーケット劇場の舞台美術を担当した。
1780年代の終わりから、ノーフォーク、サフォーク、サマセット、ウォリックシャーなどを旅して描いた建物のある風景画で知られている。ヘイマーケット劇場を解雇されてしばらくして、急死した。
有名な水彩画家、ジョゼフ・マロード・ウィリアム・ターナー(1775-1851)はルーカーの作品を高く評価していて、ルーカーの没後10点以上のルーカーの作品を購入していたとされる。

## 作品

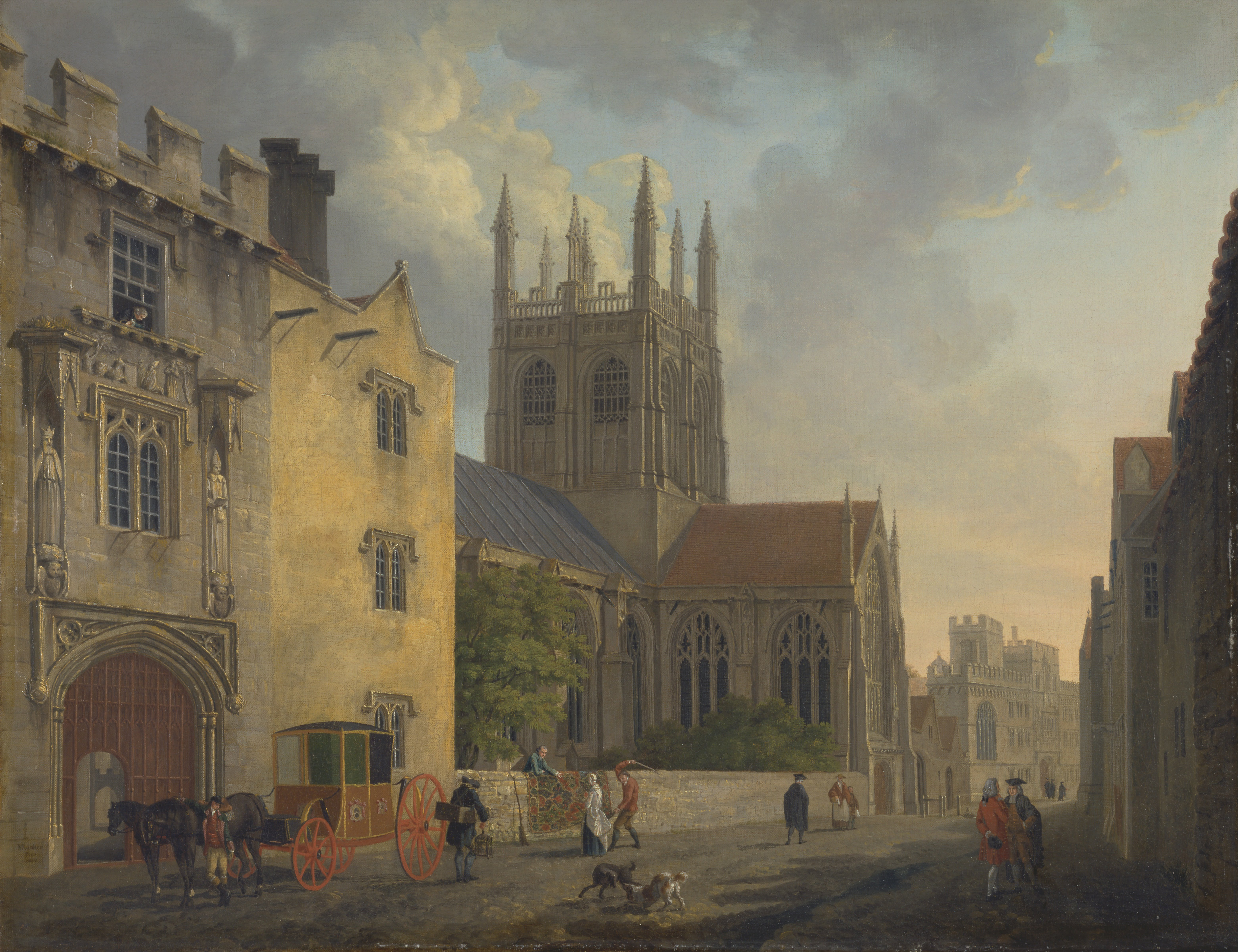
マートン・カレッジ (オックスフォード大学)、(1771)
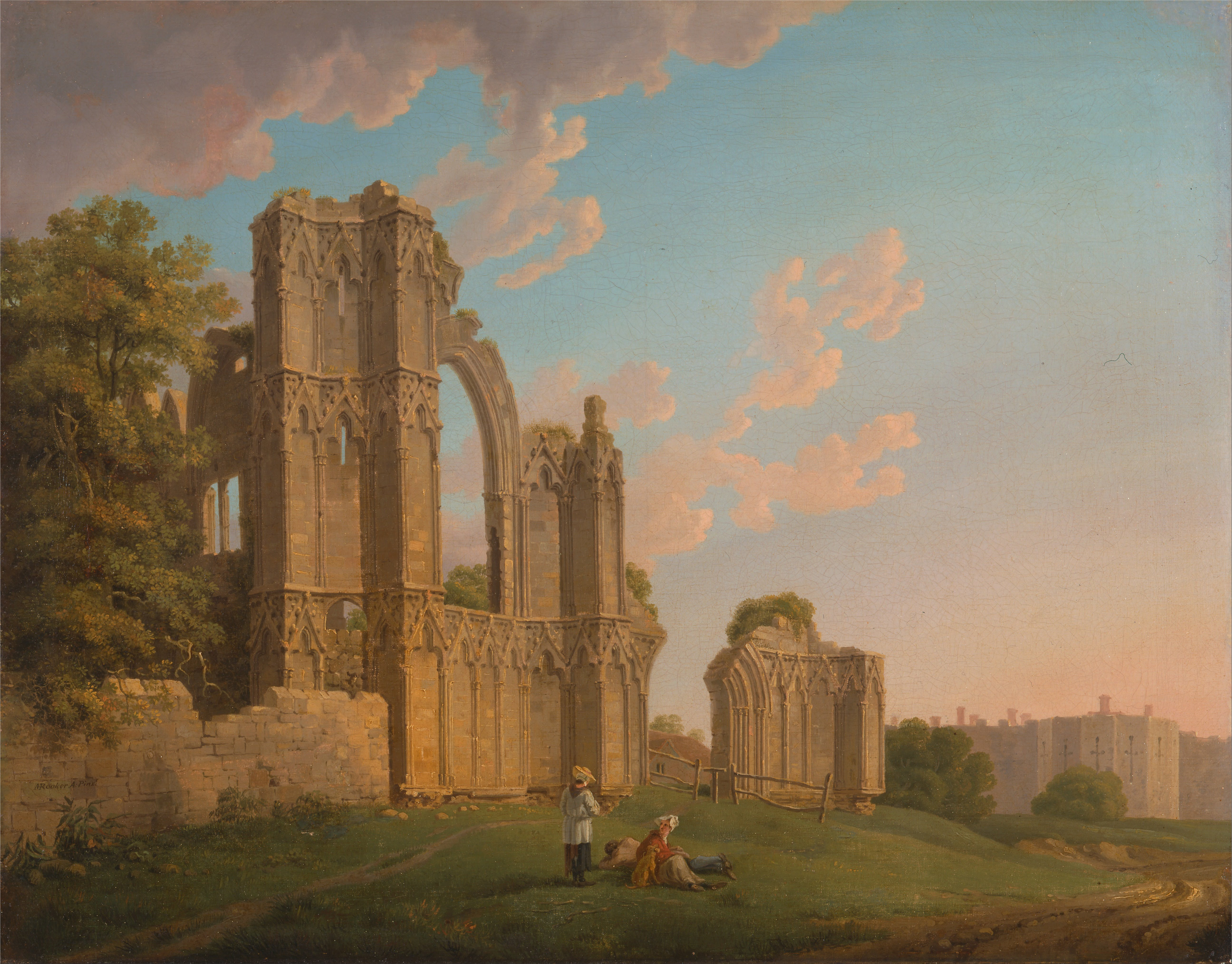
St. Mary's Abbey, York
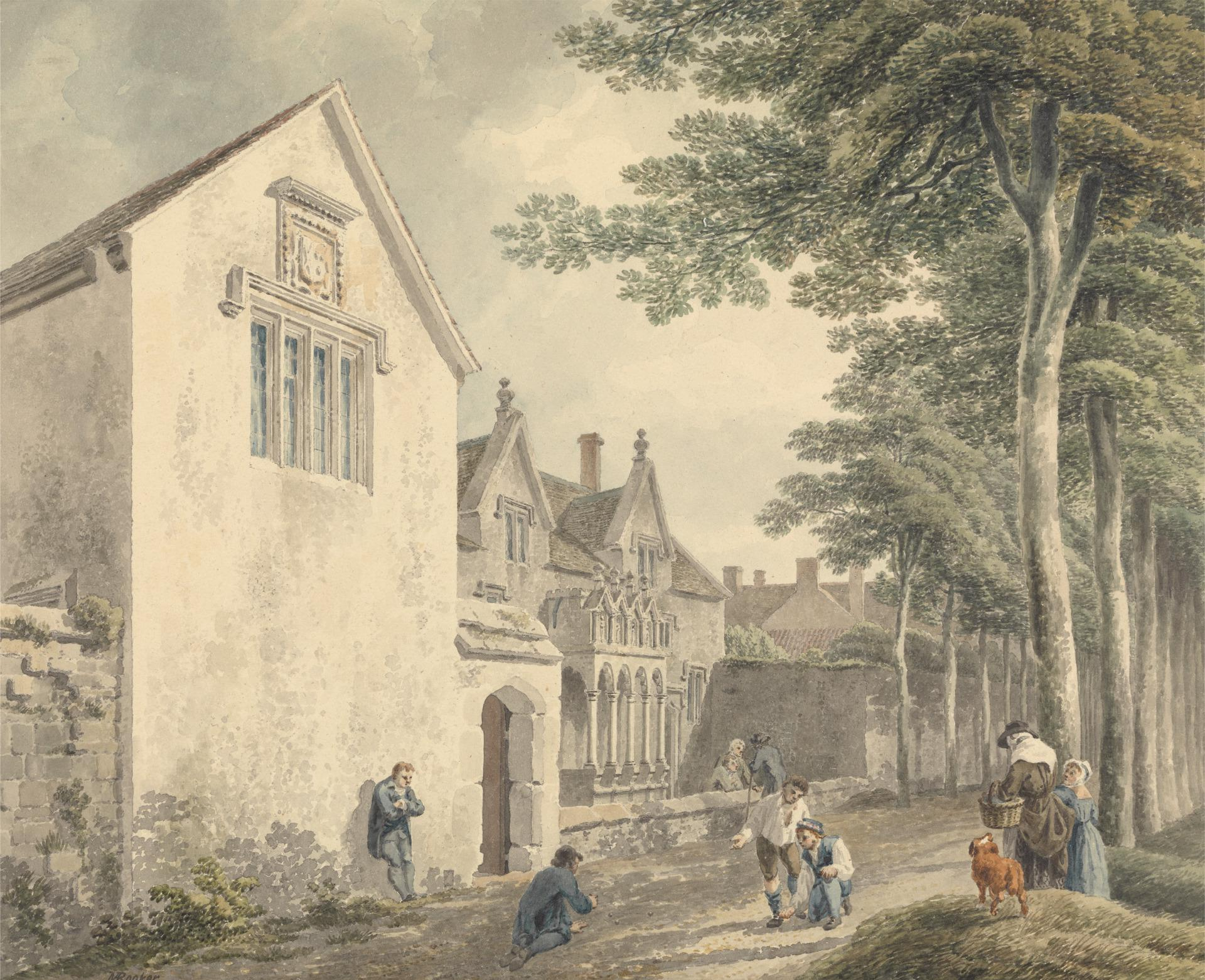
Almshouses in St Cuthbert's Churchyard, Wells